# Bella Vista (Arkansas)
Bella Vista es un pueblo ubicado en el condado de Benton en el estado estadounidense de Arkansas. En el Censo de 2010 tenía una población de 26461 habitantes y una densidad poblacional de 222,61 personas por km².

## Geografía
Bella Vista se encuentra ubicado en las coordenadas 36°28′9″N 94°16′8″O / 36.46917, -94.26889. Según la Oficina del Censo de los Estados Unidos, Bella Vista tiene una superficie total de 118.87 km², de la cual 114.64 km² corresponden a tierra firme y (3.56%) 4.23 km² es agua.

## Demografía
Según el censo de 2010, había 26461 personas residiendo en Bella Vista. La densidad de población era de 222,61 hab./km². De los 26461 habitantes, Bella Vista estaba compuesto por el 95.85% blancos, el 0.66% eran afroamericanos, el 1.03% eran amerindios, el 0.47% eran asiáticos, el 0.06% eran isleños del Pacífico, el 0.66% eran de otras razas y el 1.28% pertenecían a dos o más razas. Del total de la población el 2.6% eran hispanos o latinos de cualquier raza.